# Havmølle Å
Havmølle Å er en knap 5 km lang å der danner forbindelsen mellem Stubbe Sø og Kattegat i Syddjurs Kommune på Djursland. Den starter i østenden af søen, og løber kort mod syd, og svinger så mod øst, krydser den nedlagte Ebeltoftbanen, og munder ud i Kattegat, lige syd for Jernhatten, og nord for Dråby Strand. Et smalt område langs åen danner en tarm af Nationalpark Mols Bjerge, som forbinder området langs kysten op til godset Rugård med Stubbe Sø og resten af Nationalparken. 

56°15′12.96″N 10°43′18.7″Ø / 56.2536000°N 10.721861°Ø